# Mouaville
Mouaville é uma comuna francesa na região administrativa de Grande Leste, no departamento de Meurthe-et-Moselle. Estende-se por uma área de 8,44 km². Em 2010 a comuna tinha 101 habitantes (densidade: 12 hab./km²).